# Manu Key
Pour les articles homonymes, voir Coudray.
Manu Key, de son vrai nom Manuel Coudray, né en Guadeloupe le 28 mars 1971, est un rappeur et coach de basket-ball français. Membre fondateur de la Mafia K'1 Fry, il est considéré par la presse spécialisée et le public comme un pionnier du rap en France. Manu Key a notamment réalisé tous les albums du 113, le deuxième album de Rohff et plusieurs titres du troisième album d'Oxmo Puccino.

## Biographie
Manuel passe son adolescence à Orly, dans le Val-de-Marne. Il a joué au football à partir de 8 ans jusqu'à ses 17 ans pour ensuite choisir le Basket-ball.

### Carrière musicale
À cette période, il assiste aux débuts de Kery James. Manu est issu du groupe Posse Ideal, avec Mista Flo et Lil Jahson, devenu Different Teep avec qui il a sorti plusieurs projets. Il contribue ensuite à la création du collectif Mafia K'1 Fry, et prend sous son aile Ideal J, à l'époque Ideal Junior en jouant le rôle de grand frère, ainsi que Rohff, à cette période tous les deux au collège, en 6e ou 5e. Il participe par la suite au maxi La route est longue puis à l'album La Rime urbaine de son groupe D Teep puis aux deux EP de la Mafia K'1 Fry : Les liens sacrés et Légendaire.
Il commence sa carrière solo en 1998 avec la sortie de son premier album éponyme. En 2001, Manu Key revient avec l'album Manuscrit, dans lequel apparaissent Rohff, 113, Intouchable, Jacky Brown ou encore Teddy Corona. L'album atteint la 41e place dans le classement des ventes d'albums en France, dans lequel il reste trois semaines. Toujours en 2001, Manu Key réalise le deuxième album de Rohff, La Vie avant la mort, qui connait le succès commercial avec 300 000 exemplaires vendus.
En 2003, il participe à l'album de son collectif, la Mafia K'1 fry : La Cerise sur le Ghetto qui comporte les morceaux Pour ceux et Balance. Il participera également au DVD Si tu roules avec la Mafia K'1 fry où il expliquera son rôle au sein du collectif, sa rencontre avec notamment Kery James et DJ Mehdi. Le premier volume de Prolifique sort en novembre 2004, et atteint la 166e place au classement des ventes d'albums en France, dans lequel il reste deux semaines. Le deuxième volume de Prolifique est publié en avril 2007.
Il crée son propre label Gold Street Label et compte sortir différents artistes par la suite. Le premier est le street CD Le petit prince du ghetto de Tito Prince. En 2012, Manu Key annonce un album en hommage à DJ Mehdi, décédé en septembre 2011.
En novembre 2020, il publie son autobiographie intitulée Les liens sacrés aux éditions Faces Cachées et Hors-Cadres.

### Carrière sportive
Manuel obtient sa première licence en 1990 et joue jusqu’en 2011 à l'AS Orly Basket puis devient entraineur du club jusqu'en 2016.
Depuis juillet 2023, Manuel Coudray est entraineur du Basket Club d'Orchies,.

## Discographie

### Albums studio
- 1998 : Manu Key
- 2001 : Manuscrit
- 2004 : Prolifique Vol.1
- 2007 : Prolifique Vol.2

### Mixtape
- 2006 : Street collector (avec DJ Mehdi)
- 2009 : Manu Key collector (avec DJ Noise)

### Different Teep
- 1995 : La route est longue
- 1997 : La Rime urbaine

### Albums collaboratifs
- 1997 : Les Liens sacrés (avec Mafia K'1 Fry)
- 1999 : Légendaire (avec Mafia K'1 Fry)
- 2003 : La Cerise sur le ghetto (avec Mafia K'1 Fry)
- 2007 : Jusqu'à la mort (avec Mafia K'1 Fry)

### Comme réalisateur (non exhaustif)
- 1998 : 113clan, Ni barreaux, ni barrière, ni frontière
- 1998 : Coécriture de plusieurs titres de l'album Le combat continue d'Ideal J
- 1999 : Album du 113, Les Princes de la ville
- 2001 : Album de Rohff, La Vie avant la mort
- 2002 : Album du 113, 113 Fout La Merde
- 2003 : Album de la Mafia K'1 fry, La cerise sur le ghetto ; coécriture d'Au Summum sur l'album du 113, Dans l'Urgence
- 2004 : Réalisation de plusieurs titres pour l'album d'Oxmo Puccino, Le Cactus de Sibérie ; participation à l'album de Rim'K, L'Enfant du Pays
- 2005 : Coréalisation et coproduction de la mixtape Zone Caraïbes
- 2005 : Coordination artistique de l'album du 113, 113 Degrés
- 2007 : Participation à l'album de la Mafia K'1 fry, Jusqu'à la mort

### Apparitions
- 1994 : Different Teep et Ideal J - Le Ghetto (Original version) (sur la compilation Sortir du tunnel)
- 1996 : Ideal J feat. Manu Key, Rim-K, Rohff & Yezi L'escroc - Show bizness (sur l'EP Original Mc's sur une mission d'Ideal J)
- 1996 : Ideal J feat. Manu Key - Je dois faire du cash (sur l'EP Original Mc's sur une mission d'Ideal J)
- 1996 : Different Teep - Réalité (sur la compilation Hip Hop Soul Party 3, Vol.3)
- 1997 : Different Teep - La rime urbaine (sur la compilation Invasion)
- 1997 : Manu Key - Freestyle (sur la mixtape What's the flavor DJ Poska #25)
- 1998 : 113 feat. Different Teep - C'est ici que la vie commence (sur l'EP Ni barreaux, ni barrières, ni frontières du 113)
- 1998 : Ideal J feat. Different Teep - R.A.S. 1 (sur l'album Le combat continue d'Ideal J)
- 1998 : Rohff feat. Ideal J, Rim-K & Manu Key - Trainer la nuit (sur la compilation Opération freestyle)
- 1999 : 113 feat. Mafia K'1 Fry - Main dans la main (sur l'album Les princes de la ville du 113)
- 2000 : Manu Key feat. Rohff - Triomphe (sur la compilation Niroshima)
- 2000 : Manu Key feat. Daomen & Rim'K - À chaque age ses plaisirs (sur la compile Nouvelle Donne 2)
- 2000 : Intouchable feat. Manu Key & Karlito - Il est bien temps (sur l'album d'Intouchable, Les points sur les I)
- 2000 : Kertra feat. Manu Key & G'Kill - Planquez-vous (sur l'album de Kertra, Le labyrinthe)
- 2001 : Yezi L'escroc feat. Manu Key - Les vieux de la vieille (sur l'album de Yezi L'escroc, Les choses de la vie)
- 2001 : Manu Key feat. Mista Flo - Sans pression (sur la compilation Vitry Club)
- 2001 : Karlito feat. Manu Key - Chienne de vie (sur l'album de Karlito, Contenu sous pression)
- 2001 : Rohff feat. Mafia K'1 Fry - Le bitume chante (sur l'album de Rohff, La vie avant la mort)
- 2001 : Manu Key - Ma musique, notre lumière (sur la compilation 15 balles perdues)
- 2001 : Kery James feat. Mafia K'1 Fry - C'qui nous perd (sur l'album de Kery James, Si c'était à refaire)
- 2002 : Rocé feat. Manu Key - Je fais ma justice (sur l'album de Rocé, Top départ)
- 2003 : Dany Dan feat. Manu Key - Mon pote et moi (sur le Street CD Dany Dan Vol.1 de Dany Dan)
- 2003 : Manu Key - Freestyle (sur la mixtape Pur son ghetto Vol.2)
- 2004 : Rim-K feat. Mafia K'1 Fry - Raging bull (sur l'album L'enfant du pays de Rim-K)
- 2004 : Kery James feat. Manu Key, Lino, A.P., Pit Baccardi, Passi, Le Rat Luciano, Blacko, Jacky, Busta Flex, Teddy Corona, Jango Jack, Diam's, Leeroy, Ol' Kainry, Matt Houston, Kool Shen etc. - Relève la tête (sur la compilation Savoir et vivre ensemble)
- 2005 : Manu Key feat. Zoxea - Haute tension (sur la compilation Haute tension)
- 2005 : Manu Key feat. A.P., Fdy & Dragon Davy - La grande classe (sur la compilation Zone Caraïbes)
- 2005 : Manu Key feat. A.P. & Kery James - Humanity (sur la compilation Zone Caraïbes)
- 2005 : Manu Key feat. A.P. & Tiwony - Ti mal (sur la compilation Zone Caraïbes)
- 2005 : Manu Key feat. Dey, A.P. & Nevro - Section murder (sur la compilation Zone Caraïbes)
- 2006 : Manu Key feat. Kazkami - Avec ou sans diplômes (sur la compilation Phonographe)
- 2006 : Manu Key feat. Rim'K & L.I.M - Dangereux (sur la compilation Illegal Radio
- 2006 : Gapozé feat. Manu Key - Je sais plus 2 (sur l'album Pour annoncer les couleurs de Gapozé)
- 2007 : Manu Key - Solide son (sur la compilation Ghetto truand & associés)
- 2007 : Manu Key feat. Raja & Viper - Rupture (sur la compilation Block story)
- 2007 : Manu Key] feat. Seven & Lorca - C'est la même (sur la compilation Crise des banlieues 2)
- 2007 : Manu Key feat. Costello - J'ai du mal à dire (sur la compilation Premier combat Vol.1)
- 2007 : Manu Key - Quoi qu'il arrive ça paiera (sur la compilation Paroles d'escroc)
- 2008 : Zesau Feat Manu Key & Kennedy - Toujours plus (sur le Street CD Bad musik de Zesau)
- 2008 : 1-Pass Feat Manu Key - Vie (sur l'album La preuve par 3 d'1-Pass)
- 2009 : Manu Key Feat Mokobé, Kohndo, Daddy Lord C, Madison & Ill - Regretter le temps (sur l'album Hommage à Fredy K)
- 2010 : Manu Key - Avec le cœur ou rien, (sur la compilation Avec vous)
- 2011 : Manu Key - Invincible (sur l'album Une minute de silence)
- 2013 : ROCé feat Manu Key - Magic (sur l'album Gunz'N Rocé)